# Fredy Clavijo
Fredy Clavijo, vollständiger Name Freddy Gustavo Clavijo Gómez, (* 3. Mai 1955 in Rosario) ist ein ehemaliger uruguayischer Fußballspieler.

## Karriere

### Verein
Torhüter Clavijo stand zu Beginn seiner Karriere von 1974 bis 1979 in Reihen des Club Atlético Defensor in der Primera División. 1976 gewann er mit dem Klub die Uruguayische Meisterschaft. 1980 absolvierte er für Vélez Sársfield sieben Spiele in der argentinischen Primera División. 1981 folgte ein Engagement bei Club Atlético Atlanta. Dort lief er am 12. Juli 1981 bei der 3:4-Niederlage in Montevideo gegen die uruguayische Nationalmannschaft für die von Luis Artime trainierte argentinische Elf auf. Dem schloss sich 1982 ein Engagement bei Deportes Tolima in Kolumbien. Mit der Mannschaft erreichte er das Halbfinale in der Copa Libertadores 1982. 1983 ist eine Karrierestation bei Independiente Santa Fe für ihn verzeichnet, bei der er in vier Ligapartien auflief.

### Nationalmannschaft
Clavijo gehörte der uruguayischen U-20-Nationalmannschaft an. Er stand im Aufgebot, das 1974 an der Junioren-Südamerikameisterschaft in Chile teilnahm. Das Team wurde Vize-Südamerikameister. Im Verlaufe des Turniers wurde er von Trainer Carlos Silva Cabrera allerdings nicht eingesetzt. Er war auch Mitglied der A-Nationalmannschaft Uruguays, für die er mindestens das 0:0-Unentschieden endende Länderspiel am 15. Juni 1977 gegen England absolvierte. Insgesamt soll er in jenem Jahr zwei Länderspiele absolviert haben.

### Erfolge
- Uruguayischer Meister: 1976
- Vize-Junioren-Südamerikameister: 1974